# 아사히나구
《아사히나구》(あさひなぐ, Asahinagu)는 일본에서 제작된 하나부사 츠토무 감독의 2017년 코미디 영화이다. 니시노 나나세 등이 주연으로 출연하였다. 이 영화는 동명의 만화에 기반을 둔다.

## 출연

### 주연
- 니시노 나나세
- 시라이시 마이
- 사쿠라이 레이카
- 마츠무라 사유리

### 조연
- 이토 마리카
- 토미타 미우
- 이쿠타 에리카
- 나카무라 토모야
- 모리나가 유우키
- 츠노가에 카즈에
- 에구치 노리코